# SKY Perfect JSAT Group
SKY Perfect JSAT-group är en japansk företagsgrupp som hävdar att den är Asiens största kommunikationssatellit- och betal-tv-företag.